# 116e brigade mécanisée
Pour les articles homonymes, voir 116e brigade.
La 116e brigade mécanisée (en ukrainien : 116-та окрема механізована бригада, abrégé en 118 ОМБр ; numéro d'unité militaire А4722) est une grande unité d'infanterie mécanisée de l'Armée de terre ukrainienne.
Cette brigade est fondée en janvier 2023, passant les mois suivants à l'instruction. À l'été 2023, elle est engagée au combat dans le cadre de la contre-offensive ukrainienne. L'unité ne doit pas être confondue avec la 116e brigade de défense territoriale, elle-aussi levée dans l'oblast de Poltava.

## Historique

### Invasion russe de l'Ukraine

#### Création
Durant l'hiver 2022-2023, plusieurs nouvelles brigades ukrainiennes sont mises sur pied : les Forces armées augmentent leurs effectifs et se préparent à lancer des contre-offensives dans l'espoir de reconquérir les territoires occupés par les Russes. Naissent ainsi la 3e d'assaut, la 13e de chasseurs, les 21e, 22e, 23e, 31e, 32e mécanisées, les 37e et 38e de marine, les 41e, 42e, 44e, 47e et 67e mécanisées, la 82e d'assaut aérien, ainsi que les 88e , 116e, 117e et 118e brigades mécanisées. La 116e est créée en janvier 2023 sur la base des 4e et 10e bataillons de fusiliers,. Le groupe d'artillerie est formé à partir d'un bataillon de la 49e brigade d'artillerie. Neuf de ces nouvelles brigades sont équipées et instruites par d'autres États, ce qui est partiellement le cas pour la 116e. De la mi-janvier à avril, l'instruction des bataillons mécanisés et du groupe d'artillerie de la brigade est assurée en Pologne et en Slovaquie.

#### Contre-offensive de Zaporijjia (juillet - septembre 2023)
La brigade est en réserve lors de la contre-offensive ukrainienne de 2023, positionnée sur l'axe Orikhiv-Tokmak. Elle est déployée au combat la première fois en juillet 2023. Elle est impliquée dans de violents combats pour la prise de Robotyne aux côtés des 47e brigade et 65e brigade mécanisées afin de les soulager subissant des pertes. Lors d'une visite sur les positions du 10e corps d'armée, le Président Volodymyr Zelensky remet l'ordre de « l'Étoile d'or » au commandant adjoint du bataillon de chars, le major Maksym Zakharchenko. Après la prise du village, la brigade s'attaque à la deuxième ligne au sud-est de Robotyne en direction. Ses unités de chars appuyées par le groupe de drones « Khorne » tentent de percer le font russe entre la colline 166 et Novoprokopivka mais sont régulièrement la cible de drones kamikazes ZALA Lancet et de tirs d'ATGM. Le groupe de drones Khorne harcèle les tranchées russes à l'aide de drones kamikazes.

#### Bataille d'Avdiïvka (octobre 2023 - février 2024)
En octobre 2023, la 116e et la 47e brigade mécanisées sont prélevées du front de Robotyne pour être déployées à Avdiïvka afin de contenir l'offensive russe sur la ville. La brigade soutient la 110e mécanisée en ripostant aux assauts de l'infanterie russe notamment dans le quartier résidentiel adjacent à la cokerie d'Avdiïvka et la partie sud de la ville où ses blindés entrent en action,. Au sud-ouest d'Avdiïvka, en face de Vodiane, elle soutient la 53e brigade mécanisée et elles repoussent plusieurs assauts mécanisés russes. La brigade, comme l'ensemble des troupes ukrainiennes se retirent de la ville en février 2024, couvertes par la 3e brigade d'assaut.

#### Secteur de Koupiansk (depuis mai 2024)
En mai 2024, la brigade est déplacée plus au nord dans le secteur de Koupiansk en soutien de la 14e brigade mécanisée. Elle couvre le village de Synkivka en rotation avec plusieurs autres brigades. En juin, des éléments de la brigade sont signalés dans le secteur de Vovtchansk. Début août 2024, le groupe « Khorne » participe à l'offensive dans l'oblast de Koursk, protégeant l'entrée des forces terrestres de l'autre côté de la frontière russe et coordonnant le bombardement avec les systèmes HIMARS des colonnes de troupes russes envoyées en renfort, qui subissent de lourdes pertes.  Le Groupe « Khorne » est également utilisé à la mi-septembre pour soutenir les unités ukrainiennes qui pénètrent au sud de Gluškovo et attaquent l'arrière de la 155e brigade d'infanterie de marine de la Garde, près de la rivière Seïm. En septembre, la brigade diffuse une vidéo où elle utilise un drone lanceur de thermite sur des positions russes. À la mi-novembre, la brigade est utilisée dans une contre-attaque pour repousser et éliminer une pénétration de la 25e brigade de fusiliers motorisés de la Garde qui a atteint la banlieue nord de Koupiansk. Deux semaines plus tard, grâce également à une contre-attaque de la 14e brigade mécanisée, les forces ukrainiennes regagnent le terrain perdu au nord de la frontière. Le 20 décembre, une colonne blindée russe est repoussée par des frappes FPV du bataillon de drones de frappe « Achilles », de la 116e brigade mécanisée, de la 1re brigade de la garde nationale et de la 114e brigade de défense territoriale.

## Structure

### Ordre de bataille
- État-major de la brigade ;
  - 
    - Compagnie de protection du QG ;

  -  1er bataillon mécanisé ;
  -  2e bataillon mécanisé ;
  -  3e bataillon mécanisé ;
  -  22e bataillon de fusilliers (unité militaire A7106) ;
  -  23e bataillon de fusilliers (unité militaire A7107);
  -  33e bataillon de fusilliers (unité militaire A4026) ;
  -  53e bataillon de fusilliers (unité militaire A4220) ;
  -  Bataillon de chars (des T-72 et T-80) ;
  -  Groupe d'artillerie de la brigade :
    - batterie de contrôle et d'acquisition de cibles ;
    - 1er bataillon (дивізіон)[22] d'artillerie automotrice ;
    - 2e bataillon d'artillerie automotrice ;
    - Bataillon de lance-roquettes multiples ;
    - Bataillon antichar ;

  -  Bataillon antiaérien (2K22 Toungouska et 9K35 Strela-10) ;
  -  Compagnie de reconnaissance ;
  -  Bataillon du génie ;
  -  Bataillon de maintenance ;
  -  Bataillon logistique ;
  -  Compagnie de guerre électronique ;
  -  Compagnie de transmissions ;
  -  Compagnie médicale (soins et évacuation) ;
  -  Compagnie de radars (désignation d'objectifs) ;
  -  Compagnie de défense NBC ;
  -  Compagnie de tireurs d'élite[23].

Au combat, les divizions ou les batteries d'artillerie, les compagnies de chars, ainsi que des détachements antichars, antiaériens, de reconnaissance ou du génie peuvent être affectés à chacun des bataillons d'infanterie, pour former un ou plusieurs groupes tactiques (батальйонної тактичної групи, abrégé en БТГр, équivalent des BTG russes). Le commandant de la brigade peut aussi conserver une réserve d'artillerie et utiliser son bataillon de chars comme unité de choc.

### Équipements
Début avril 2023, la publication dans la presse de plusieurs documents américains fournit quelques informations sur l'équipement des nouvelles brigades ukrainiennes. Contrairement aux autres brigades, les révélations de ces documents se sont avérées correctes au vu des observations sur le terrain. La brigade est équipée de la manière suivante :
- Trois bataillons mécanisés : 90 blindés de combat type BMP-1 venant de Pologne et de Tchéquie ; plus tard complétés avec des MRAP Cougar britanniques et Oshkosh M-ATV américains[25].
- Bataillon de chars sur T-64BV ukrainiens
- Groupe d'artillerie : 12 obusiers automoteurs AS-90 de calibre 155 mm britanniques et 10 obusiers automoteurs 2S1 Gvozdika de 122 mm ukrainiens.

### Commandants
- Colonel Mykhailo Ignatyshyn (janvier 2023 - septembre 2024)[26]
- Colonel Ivan Kolontai (depuis septembre 2024)[27]